# 利卡塔
利卡塔（義大利語：Licata）是意大利西西里大区阿格里真托省的一个海滨市镇，位于萨尔索河的入海口。

## 友好城市
- 法国塞斯塔斯
- 德国赖恩海姆